# أسامة عرابي
أسامة عرابي (مواليد 25 يناير 1962) هو كابتن فريق كرة القدم بالنادي الأهلي المصري ومنتخب مصر سابقًا. وحاليًا يعمل كمدير فني لنادي أسوان.

## بدايته مع كرة القدم
حضر أسامة عرابي إلى النادي الأهلي عام 1975 وعمره 13 عاماً ولكنه لم ينجح في الاختبارات، وتكرر نفس الموقف عام 1978.
بعد ذلك ذهب أسامة عرابي إلى نادي المقاولون العرب عام 1981 لكنهم لم يقتنعوا به بعد أن تدرب مع الفريق الأول لمدة أسبوعين.
اتجه عرابي مرة أخرى إلى الأهلى بصحبة مشجع أهلاوى يدعى عبد المنعم محمد على وقدمه إلى الكابتن أحمد ماهر مدرب فريق 21 سنة آنذاك الذي ضمه إلى الفريق في أغسطس 1981.

## تصعيده إلى الفريق الأول
في عام 1982 قام محمود الجوهرى (مدرب الأهلى) وعبد العزيز عبد الشافى (مدير الكرة) بتصعيد أسامة عرابي إلى الفريق الأول ليلعب أول مباراة رسمية له مع الفريق الأول في موسم 82/1983 في الأسبوع الرابع من الدوري العام أكتوبر 1982 بالإسكندرية أمام الأوليمبى حيث فاز الأهلى 6/صفر سجل زكريا ناصف منها 3 أهداف (هاتريك) وفوزى سكوتى هدفين ومختار مختار هدفاً ولعب أسامة عرابى آخر 20 دقيقة في المباراة بدلاً من مختار مختار.
كانت بداية عرابي الحقيقية موسم 83/1984 واستمر يلعب للنادي الأهلي طوال 16 موسماً كان آخرها موسم 98/1999.

## البطولات التي حصل عليها مع النادي الأهلي
حقق أسامة عرابي مع الأهلى 28 بطولة، وهو ما يعد رقماً قياسياً لم يسبق لأى لاعب بالأهلى تحقيقه. حيث شارك عرابي في إحراز البطولات الآتية:
- بطولة الدورى العام 10 مواسم هي 84/85، 85/86، 86/87، 88/89، 93/94، 94/95، 95/96، 96/97، 97/98، 98/1999.
- كأس مصر 8 مرات أعوام 83، 84، 85، 89، 91، 92، 93، 1996.
- كأس أفريقيا للأندية أبطال الدورى مرة واحدة عام 1987.
- كأس أبطال الكؤوس 4 مرات أعوام 84، 85، 86، 1993
- الكأس الأفرو آسيوية عام 1989.
- 4 كؤوس عربية: هي أبطال الكؤوس عام 1995 وأبطال الدورى عام 1996 والنخبة العربية مرتين عام 1997 بالمغرب و1998 بتونس.

## مشاركته في كأس العالم
شارك عرابى في نهائيات كأس العالم بإيطاليا عام 1990 ولعب مباراة مصر مع أيرلندا بالكامل وانتهت بالتعادل صفر/صفر يونيو 1990 بمدينة باليرمو وأدارها البلجيكى فان لانجينهوف.

## عمله التدريبي بعد الاعتزال
عمل أسامة عرابى بعد أعتزاله الكرة مدرباً للفريق الأول بالأهلى موسم 2001/2002 مع المدير الفنى البرتغالى مانويل جوزيه والمدرب العام مختار مختار والمدرب حسام البدرى وساهم معهم في فوز الأهلى بكأس رابطة الأبطال وكأس السوبر الأفريقي.